# Етномедицина
Етномедицина — це дослідження або порівняння традиційної медицини, що базується на біологічно активних сполуках у рослинах і тваринах, і практикується різними етнічними групами, особливо тими, які мають невеликий доступ до західних ліків, наприклад, корінні народи. Слово «етномедицина» іноді використовується як синонім традиційної медицини.
Етномедичні дослідження є міждисциплінарними; у своєму вивченні традиційної медицини вони застосовують методи етноботаніки та медичної антропології. Часто традиції медицини, які вона вивчає, зберігаються лише в усній традиції. На додаток до рослин, деякі з цих традицій представляють значну взаємодію з комахами на Індійському субконтиненті, в Африці або деінде по всьому світу[джерело?].
Наукові етномедичні дослідження є або антропологічними дослідженнями, або дослідженнями щодо відкриттів ліків. Антропологічні дослідження вивчають культурне сприйняття та контекст традиційної медицини. Етномедицина була використана як відправна точка у відкритті ліків, зокрема тих, які використовують зворотні фармакологічні методи.

## Етнофармакологія

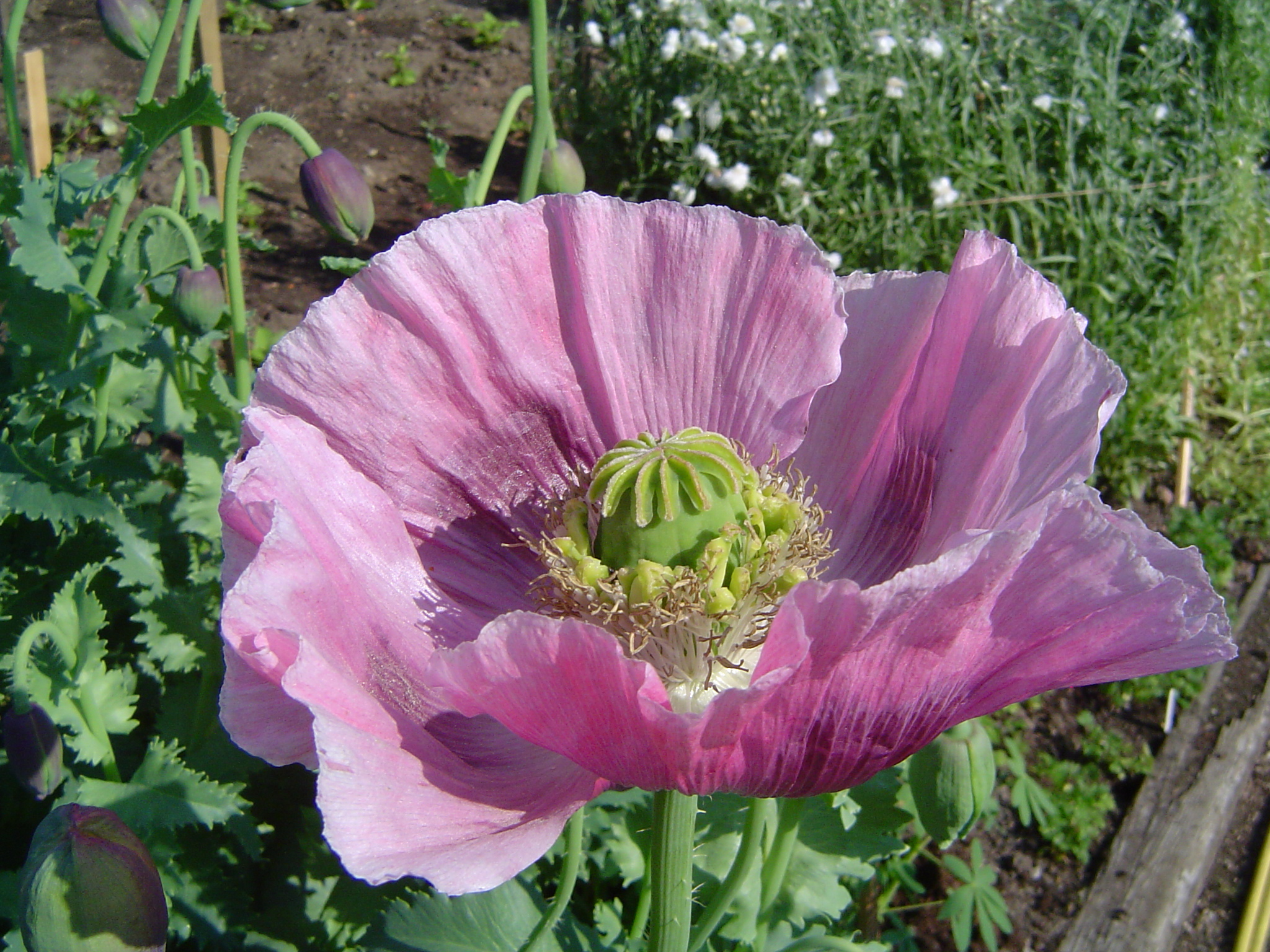
Опіумний мак Papaver somniferum, який використовується в традиційній медицині тисячоліттями, є джерелом алкалоїдів опіуму, морфіну, кодеїну та героїну.

Етнофармакологія — споріднена галузь, яка вивчає етнічні групи та використання ними рослинних сполук. Це пов'язано з використанням фармакогнозії, фітотерапії (вивчення лікарських рослин) та етноботаніки, оскільки це джерело сполук свинцю для відкриття ліків. Довгий час наголос робився на традиційній медицині, хоча цей підхід також виявився корисним для вивчення сучасних фармацевтичних засобів.
Він передбачає дослідження:
1. ідентифікація та етнотаксономія (когнітивна категоризація) (кінцевого) природного матеріалу, з якого буде виготовлено сполуку-кандидат
2. традиційне приготування лікарських форм
3. біооцінка можливої фармакологічної дії таких препаратів (етнофармакологія)
4. їх потенціал для клінічної ефективності
5. соціально-медичні аспекти, пов'язані з використанням цих сполук (медична антропологія).

## Дивитися також
- Традиційна медицина